# Florin Petrescu
Florin „Axinte” Petrescu  (n. 7 aprilie 1969, Pucioasa, județul Dâmbovița) este un actor și umorist român.
În 1997, după un turneu, a rămas în Australia unde s-a căsătorit cu o româncă stabilită acolo.
După tragica moarte a lui Dan Sava în 1999, grupul Vacanța Mare l-a recrutat pe Florin Petrescu pentru a reîntregi trupa. Este cunoscut și sub apelativul Axinte, datorită rolului pe care îl joacă în cadrul trupei și la spectacolele de manele.

## Filmografie
- Garcea și oltenii (2002)
- Trei frați de belea (2006)
- Doar cu buletinul la Paris (2015)